# J. B. S. Haldane
John Burdon Sanderson Haldane (Oxford, 1892. október 5. – Bhuvanesvar, India, 1964. december 1.) angol tudós, a fiziológia, genetika, az evolúciós biológia és a matematika kutatója. Statisztikával és biostatisztikával is foglalkozott.

## Élete

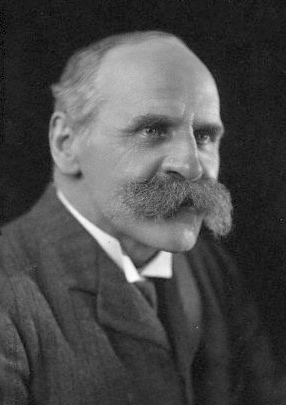
Apja, John Scott Haldane 1910 körül

### Ifjúsága és tanulmányai
Apja John Scott Haldane fiziológus, tudós, filozófus, liberális gondolkodású férfi volt, anyja, Louisa Kathleen Trotter konzervatív volt. Fiatalabb lánytestvére, Naomi Mitchinson író lett. Nagybátyja Viscount Haldane, nagynénje Elizabeth Haldane író volt. Arisztokrata és világi szellemű család leszármazottjaként  később az Y kromoszóma alapján I. Róbert skót király kései utódának vallotta magát. North Ocfordban, a 11 Crick Roadon nőtt fel. Már három éves korában tudott olvasni, négy évesen egy, a homlokán ért sérülést ellátó doktortól megkérdezte, hogy "ez oxyhaemoglobin vagy carboxyhaemoglobin?" Nyolc éves korától apjával együtt dolgozott annak laboratóriumában, itt kezdett először önmagán kísérletezni - ez a metódus később híressé tette. Apja és ő váltak saját "emberi tengerimalacukká", például a mérgező gázokkal folytatott kísérleteik során. 1899-ben a család "Cherwell"-be költözött, egy késő viktoriánus házba, amelyhez saját laboratórium tartozott.
Rendes iskolai tanulmányait 1897-ben kezdte meg az Oxford Preparatory School-ban (ma Dragon School), ahol 1904-ben elnyerte első ösztöndíját az Eton College-be. 1905-ben kezdte meg etoni tanulmányait, ahol az idősebb növendékek többször is bántalmazták állítólagos arroganciája miatt. Mivel az iskola vezetősége nem tett semmit ezügyben, Haldane tartósan meggyűlölte az angol iskolarendszert. Mindezen megpróbáltatások ellenére az iskola "kapitánya" lett. Tanulmányait az Oxfordi Egyetemen, a New College-ben folytatta, 1912-ben kitüntették matematikai előmeneteléért. Genetikával kezdett foglalkozni, 1912 nyarán kiadott egy könyvet a gerincesek génjeinek kapcsolatairól is. Első, harminc oldalas, apja társszerzőségével kiadott tanulmánya a hemoglobin működéséről szintén 1912-ben jelent meg.

### Élete Indiába való költözése előtt
Tanulmányait az első világháború miatt meg kellett szakítania, a brit hadseregben harcolt. 1914. augusztus 15-én alhadnagyi rangot kapott a Black Watch harmadik zászlóaljában (Királyi Skót Ezred). 1915. február 18-án hadnaggyá, október 18-án főhadnaggyá nevezték ki. Franciaországban és Irakban szolgált, ahol megsebesült. 1920. április 1-jén szerelt le, megtartva rendfokozatát. A csatákban tanúsított vadsága és agresszivitása miatt parancsnoka a hadsereg "legbátrabb, egyben legmocskosabb tisztjeként" említette. 1919 és 1922 közt az oxfordi New College munkatársa volt, ahol fiziológiát és genetikát kutatott. Ezután a Cambridge-i Egyetemre költözött, ahol 1932-ig biokémiát tanított. From 1927 until 1937 he was also Head of Genetical Research at the John Innes Horticultural Institution. 1927 és 1937 közt a John Innes Kertészeti Intézet genetikai kutatásait vezette. Cambridge-i évei alatt Haldane az enzimekkel és a genetikával foglalkozott, különös tekintettel a genetika matematikai vonatkozásaira. 1930 és 1932 közt a Royal Institution élettani professzora, 1932-ben a London University College genetikai professzora lett, e helyen töltötte tudományos pályafutása java részét. Négy évvel később a ugyanitt a biometria professzora lett.
1924-ben ismerkedett meg Charlotte Frankennel. Azért, hogy összeházasodhassanak, Charlotte elvált addigi férjétől, Jack Burghes-től. Ez komoly felháborodást váltott ki, s csaknem Haldane cambridge-i állásába került; végül 1926-ban házasodtak össze. Kapcsolatuk később megromlott: 1942-ben különköltöztek egymástól, s 1945-ben el is váltak. Haldane még abban az évben új házasságot kötött, második felesége Helen Spurway lett.
Haldane – apja nyomdokait követve – sokszor kísérletezett önmagán. Előfordult, hagy a vér savasodásának vizsgálata céljából híg sósavat ivott, majd egy 7% szén-dioxidot tartalmazó, légmentesen lezárt helyiségbe zárta magát, utóbb megállapította, hogy "ez meglehetősen heves fejfájást okoz". Egyik kísérletében csigolyatörést szenvedett. Dekompressziós kamrában végzett kísérletei során ő és a vele dolgozó önkéntesek dobhártyája perforálódott. Haldane így írt erről What is Life című munkájában: "a dobhártya általában begyógyul, s ha lyuk marad benne, az ember ugyan kissé süket lesz, viszont a füléből dohányfüstöt tud fújni, ami érdekes társasági esemény".

### Indiai évei és halála

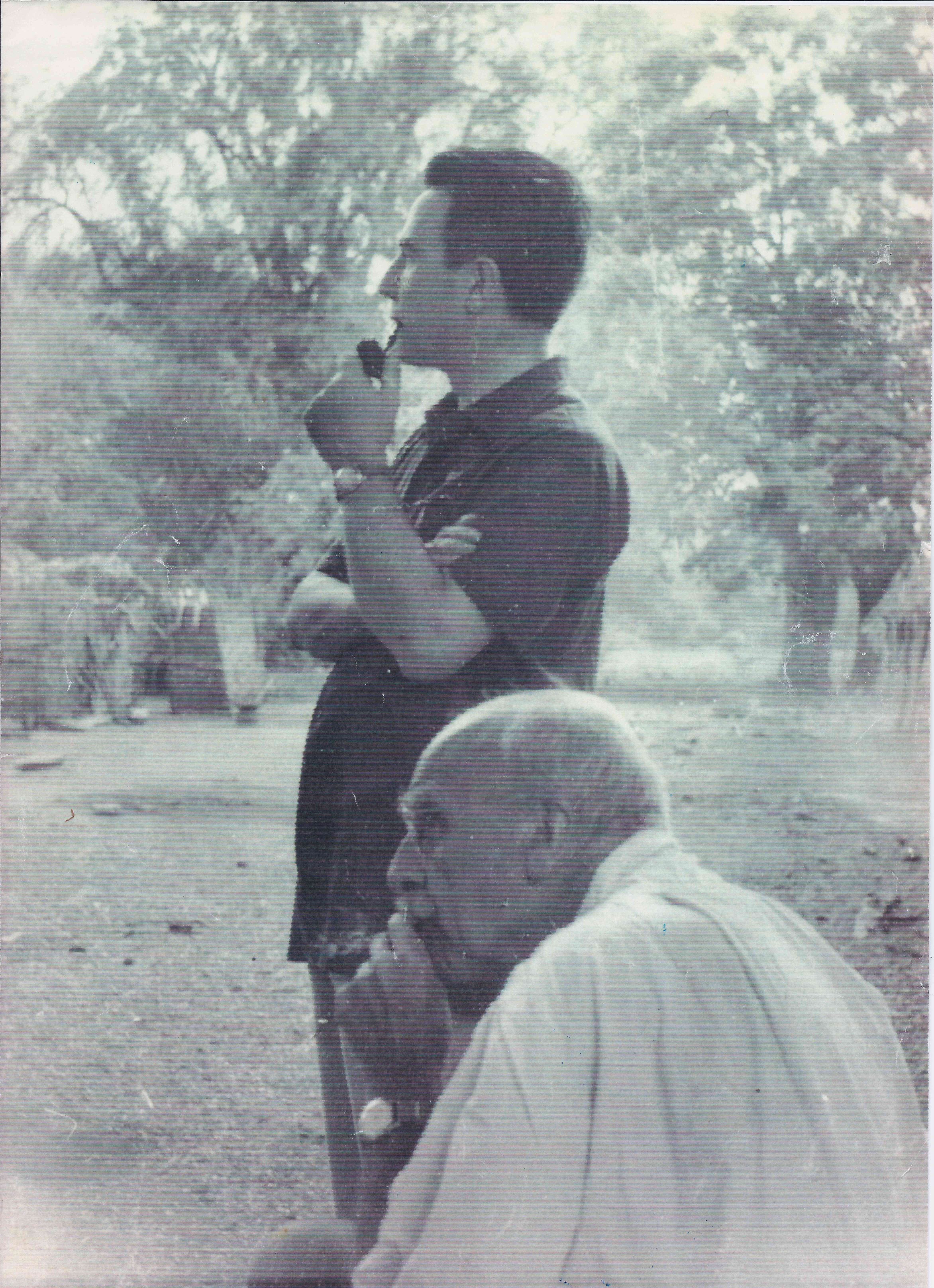
Marcello Siniscalco (áll) és Haldane, Andhra Pradesh, India, 1964

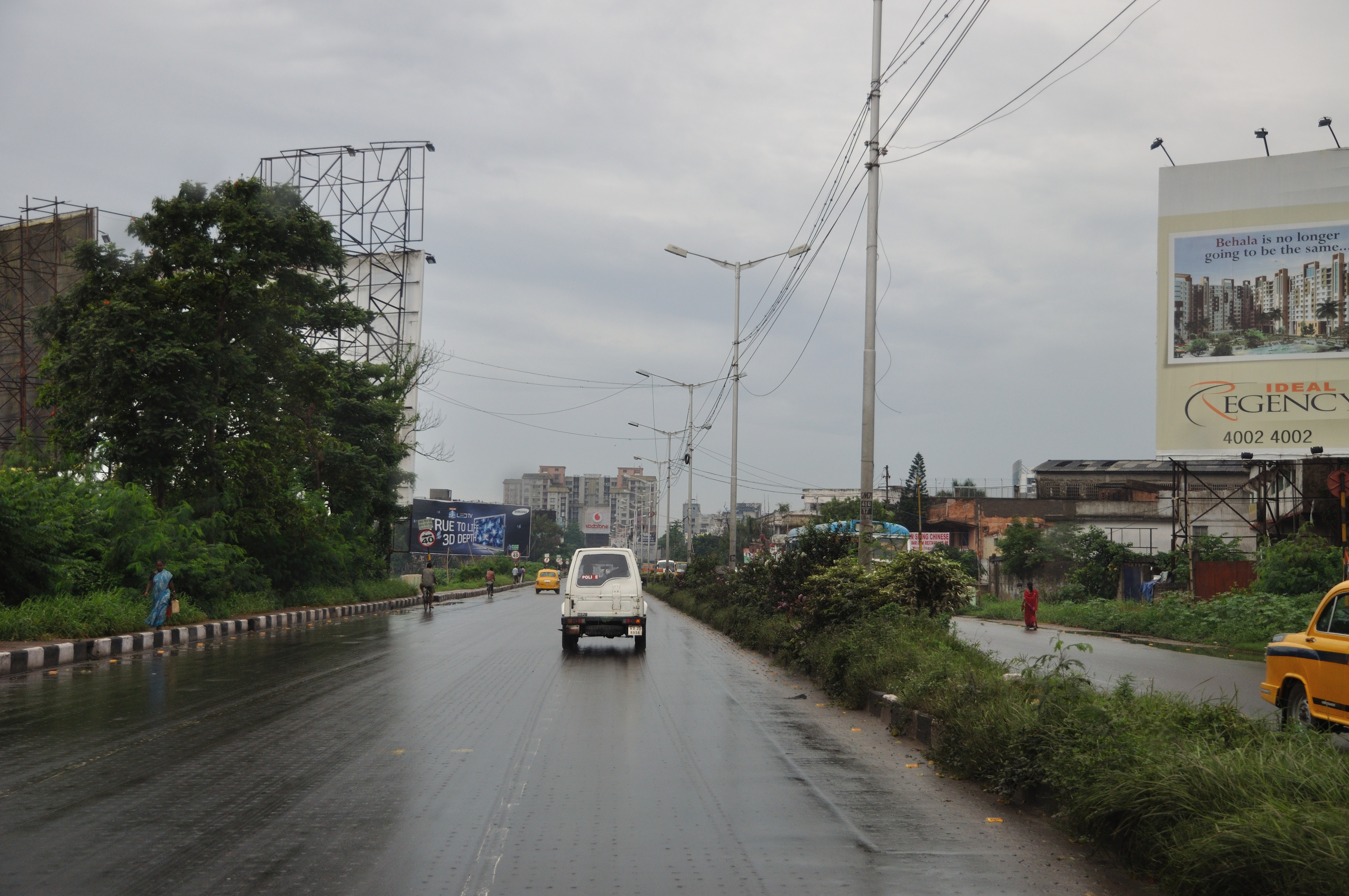
Haldane Avenue, Kolkata

1956-ban elhagyta a London College University-t, s csatlakozott az Indiai Statisztikai Intézethez Kolkatában. ahol a biometriai részleget vezette. Hivatalosan bejelentette, hogy a szuezi válság miatt hagyja el hazáját. Így fogalmazott: "Indiába megyek, mert úgy vélem, hogy a brit kormány legutóbbi cselekedetei megsértették a nemzetközi jogot". Úgy vélte, hogy az indiai meleg éghajlat jót tesz neki. Az egyetem felmondott feleségének, Helen Spurwaynak, túlzott alkoholfogyasztására és az emiatti bírság megfizetésének megtagadására hivatkozva; Haldane erre lemondott minden, az egyetemen betöltött posztjáról. Bejelentette, hogy soha többé nem fog zoknit viselni: "hatvan év zokniban elég volt", s ezután csak indiai viseletet hordott.
Indiában érdeklődni kezdett az olcsó, kevésbé költségigényes kutatómunka iránt. Julian Huxleynek megírta a malabári bíbiccel kapcsolatos megfigyeléseit. Támogatta a tehénborsó (Vigna sinensis) használatát a növénygenetikában. Érdeklődött a sétányrózsa beporzása iránt is. Tanulmányozta az aktinomorfiát. 1961 januárjában barátságot kötött Gary Bottinggal, vele osztotta meg az Antharea selyemlepkék hibridizációs kísérleteinek eredményeit. Megkapta az indiai állampolgárságot, érdekelte a hinduizmus és vegetariánus lett. 1961-ben Indiát mint "a szabad világot a legjobban megközelítő országot" említette. Végbélrákban hunyt el, testét tudományos célokra ajánlotta fel.

## Magyarul megjelent művei
- Daedalus vagy tudomány és jövő; ford. Incze György; Danubia, Pécs, 1928 (Ma és holnap)
- Mi az élet?; ford. Gyulai Ida; Kronos Könyvek, Bp., 1937 (Kronos könyvek)
- A marxizmus filozófiája és a tudományok; ford. Elek István; Szikra, Bp., 1948 (Tudomány és haladás)
- Szemlélődések az élők körében; ford. Kiss Kázmér, előszó, fordítás átdolg. Juhász István; Athenaeum, Bp., 1950 (Népszerű tudomány)
- Az aranycsináló (novella, Galaktika 8., 1974, újabb kiadás: Piknik a senkiföldjén, antológia, Kriterion kiadó, 1985)

## Külső hivatkozások
- Megjelent munkáinak teljes bibliográfiája
- Oldala az ISFDB-n
- Emlékének szentelt weboldal
- Oldala az IMDB-n

## Fordítás
- Ez a szócikk részben vagy egészben  a   J. B. S. Haldane című angol Wikipédia-szócikk ezen változatának fordításán alapul.  Az eredeti cikk szerkesztőit annak laptörténete sorolja fel. Ez a jelzés csupán a megfogalmazás eredetét és a szerzői jogokat jelzi, nem szolgál a cikkben szereplő információk forrásmegjelöléseként.